# Наварретта, Эмануэла
Эмануэла Наварретта (итал. Emanuela Navarretta; род. 3 января 1966, Кампобассо) — судья Конституционного суда Италии.

## Биография
Родилась 3 января 1966 года в Кампобассо. В 1989 году окончила Школу углубленных исследований Св. Анны (Пиза).
В 1990 году окончила юридический факультет Пизанского университета.
В 1992 году окончила докторантуру Школы углубленных исследований Св. Анны. Доктор юридических наук.
С 1994 по 1999 год являлась исследователем, с 1999 года ассоциированным профессором права Школы углубленных исследований Св. Анны.
C 2001 года является профессором юридического факультета Пизанского университета.
Являлась  заместителем декана, с 2016 по 2020 год — деканом юридического факультета Пизанского университета. С 2020 года возглавляла программы докторантуры в области исследований частного права Пизанского университета.
В 2001 году являлась членом законодательного комитета по проекту закона о персональных данных.
С 2003 года является членом Европейского центра деликтов и страхового права (Вена). С 2018 года является членом Международного института по европейскому праву.
В 2013 году являлась докладчиком комитета юстиции Палаты депутатов Италии по проекту реформы регулирования причинения физического вреда.
С 2020 года являлась помощником заместителя директора Правления, затем членом Правления Высшей судебной школы Италии.
Являлась членом правления и редакционной коллегии многих журналов, включая «Giustizia Civile», «Osservatorio di Diritto Civile e Commerciale», «Nuova Giurisprudenza Civile Commentata», «Responsabilità Civile e Previdenza».
Являлась главой редакционной коллегии издания юридической школы Пизанского университета. Является автором комментариев к Гражданскому кодексу Италии, и правилам ответственности за нарушение гражданских обязательств.
Являлась главой нескольких исследовательских проектов, организованных Министерством просвещения, университетов и научных исследований Италии, Пизанским университетом.
Является автором более 100 работ, включая книги, статьи в области юриспруденции.
Судья Конституционного суда Италии (с 15 сентября 2020).